# Iotcube
Iotcube는 2019년 8월에 'Labrador'라는 서비스 플랫폼을 오픈했으며 'Labrador'서비스는 5가지 서비스로 구성되어있다.
1. Lab-Opensource: 오픈 소스 취약점 및 가이드 정보. 오픈소스 라이센스 문제 분석
2. Lab-Application: 소스 코드 버그 분석
3. Lab-Fuzzer: 무선 통신 매체 취약성 분석
4. Lab-Binary: Binary를 사용한 소프트웨어 취약성 분석
5. Lab-XScanner: 망내 자산에 대한 자동 자산 분석, 관리 및 취약성 분석

회사는 서울에 위치하고 있으며 소스 코드의 분석을 통해 대상 소스 코드와 오픈 소스 코드의 유사성을 비교하는 특허 기술을 보유하고 있다. 이 기술을 'Vuddy'라 불리며 특허는 미국과 한국에서 획득되었으며 이 기술을 사용하여 오픈 소스 코드가 부분적으로 사용된 경우에도 사용된 원래의 오픈 소스 코드를 식별하여 관련된 취약점을 분석할 수 있다. 이는 단일 오픈 소스를 사용하거나 일부만 사용하여 분석할 수 있는 기술로 평가된다. 공식 서비스 웹 사이트는 https://www.iotcube.com/이다.

## 역사
IOTCUBE는 2015년 국제공동연구센터인 CSSA의 설립을 통해 기술적인 기틀을 마련하였고 고려대 컴퓨터공학과 교수이자 CSSA센터장인 이희조 교수에 의해 고려대기술지주회사의 형태로 2018년 3월에 공식적으로 설립되었다.